# W Virginis
Désignations
W Virginis (en abrégé W Vir) est une étoile variable de la constellation zodiacale de la Vierge. C'est le prototype des variables de type W Virginis, une sous-classe de céphéides de type II. Sa magnitude apparente varie entre 9,46 et 10,75 sur une période d'environ 17 jours. D'après la mesure de sa parallaxe annuelle par le satellite Gaia, l'étoile est distante d'approximativement ∼ 6 900 a.l. (∼ 2 120 pc) de la Terre.
Il existe des variations dans la courbe de lumière de W Virginis qui sont apparemment dues à de multiples périodes de pulsation plutôt qu'à des instabilités inhérentes de la pulsation. Le mode dominant a une période de 17,271 34 jours, avec une décroissance de cette période détectée sur plus de 75 ans d'observations.
La pulsation provoque des changements à la fois dans la température et la taille de l'étoile, qui sont eux-mêmes à l'origine de grandes variations dans sa luminosité et sa magnitude. La température maximale se produit quand l'étoile est visuellement la plus brillante, et quand sa taille est la plus petite. À l'inverse, la température minimale et le rayon le plus grand ont lieu autour de la phase 0,5, quand la luminosité décroît et qu'elle est presque à son minimum. Étant donné que plus de rayonnement infrarouge est produit lorsque l'étoile est plus froide, le maximum de luminosité en infrarouge se produit lorsque sa magnitude visuelle est déjà en train de décroître, et la luminosité bolométrique maximale est enregistrée autour de la phase 0,25, c'est-à-dire à peu près à la moitié du chemin entre la luminosité visuelle maximale et minimale.
Les variables de type W Virginis sont de vieilles étoiles en train de fusionner l'hélium dans des coquilles extérieures à leur noyau et elles sont moins massives que le Soleil. Elles ont des classes de luminosité de supergéantes malgré leurs masses et leurs luminosités réelles relativement modestes, parce que ce sont des étoiles qui ont énormément enflé et qui possèdent des gravités de surface très faible. W Virginis elle-même en est un exemple typique, avec une masse qui vaut moins de la moitié de celle du Soleil. Son rayon pulse entre 20 et 50 rayons solaires et sa luminosité varie de moins de 500 L☉ à plus de 1 200 L☉.